# Guido Tonelli
Guido Tonelli, född 1950, är en italiensk partikelfysiker som var involverad i upptäckten av Higgsbosonen vid den stora hadronkollideraren (Large Hadron Collider) utanför Genève. Han är professor i allmän fysik vid universitetet i Pisa och gästforskare vid CERN.

## Biografi
Guido Tonelli föddes den 8 november 1950 i Casola in Lunigiana i Italien. Han tog sin gymnasieexamen 1969 vid liceo classico Lorenzo Costa i La Spezia med betyget 60/60. Därefter tog han examen i fysik 1975 vid universitetet i Pisa (med betyget 110/110), där han blev professor 1992. Sedan 1976 arbetar han inom högenergifysik och har deltagit i CERN-experimenten NA1, NA7 och ALEPH, samt CDF-experimentet (Collider Detector at Fermilab) vid Fermilab i Illinois, USA. Bland hans bidrag finns de första precisionsmätningarna av "charmade mesoners" (engelska charmed mesons) livstid, precisionstester av standardmodellen för de grundläggande interaktionerna, sökandet efter Higgsbosonen och efter olika signaturer av supersymmetri eller ny fysik bortom standardmodellen.
Sedan början av 1990-talet har hans verksamhet huvudsakligen varit ägnad åt Compact Muon Solenoid (CMS), ett experiment föreslaget för Large Hadron Collider (LHC) vid CERN i Genève i Schweiz. Han har deltagit i CMS sedan den konceptuella designen och bidragit med den ursprungliga idén om en central tracker helt baserad på halvledarenheter. Han valdes till CMS talesperson för åren 2010–2011.
Den 13 december 2011 presenterade han tillsammans med Fabiola Gianotti, ATLAS-talesperson, vid ett speciellt seminarium på CERN de första bevisen på närvaron av Higgsbosonen runt en massa på 125 GeV/c2.

## Utmärkelser
- Den 24 oktober 2012 tilldelade Italiens president Giorgio Napolitano honom utmärkelsen Commendatore av Italienska republikens förtjänstorden för hans bidrag till upptäckten av en ny Higgs-liknande partikel vid LHC.[5]
- Den 11 december 2012 tilldelades han 2012 års Special Fundamental Physics Prize "för sin ledarroll i arbetet som ledde till upptäckten av den nya Higgs-liknande partikeln genom ATLAS- och CMS-samarbetena vid LHC".
- Den 23 juli 2013 tilldelades han 2013 års Enrico Fermi-priset av det italienska fysikförbundet. Förbundet delade ut priset "till Guido Tonelli för upptäckten, med CMS-experimentet, av en ny fundamental partikel med en massa runt 125 GeV och egenskaper som överensstämmer med en Higgsboson, teoretiskt förutspådd för nästan 50 år sedan, vars existens ger en enorm insikt i förståelsen av standardmodellen för partikelfysik".[6][7][8]
- År 2013 tilldelades han Special Breakthrough Prize in Fundamental Physics för sin roll i upptäckten av den nya Higgsliknande partikeln.[9]
- År 2014 mottog han de högsta utmärkelserna från staden Pisa inom ramen för "Firandet av 450 år sedan Galileo Galileis födelse". Den 11 mars 2014 tilldelades han Silver Tower[10] och den 24 oktober 2014 hedersmedaljen av president Giorgio Napolitano.[11] Enligt motiveringen tilldelades priserna "till Guido Tonelli, en nyckelperson i upptäckten av Higgsbosonen, som ledde till 2013 års Nobelpris i fysik för François Englert och Peter Higgs. Guido Tonelli, CERN-forskare och professor vid universitetet i Pisa, är det senaste exemplet på en tradition av excellens som började med Galileo Galilei och fortsatte med Enrico Fermi, Bruno Pontecorvo och Carlo Rubbia".

## Publikationer
- Tonelli, Guido (2021). Genesis: The Story of How Everything Began. New York: Farrar, Straus and Giroux. ISBN 978-0374600488